# Halictus fimbriatus
Halictus fimbriatus är en biart som beskrevs av Smith 1853. Halictus fimbriatus ingår i släktet bandbin, och familjen vägbin. Inga underarter finns listade i Catalogue of Life.